# エチレンアミン

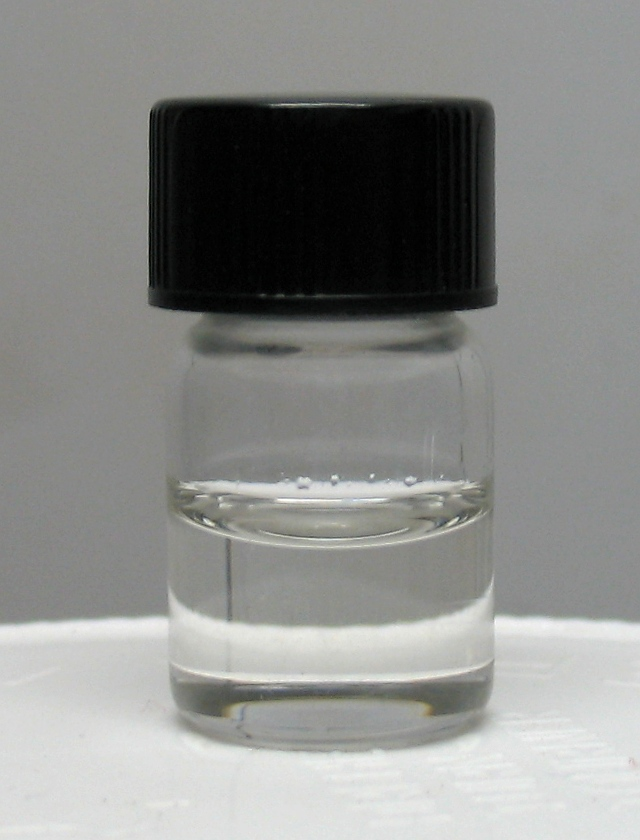
単純なエチレンアミンであるエチレンジアミンのサンプル

エチレンアミン(Ethyleneamine)は、アミン類の一つで、アミン基の間にエチレン結合（-CH2CH2-）を含むものである。これらの化合物は一般に無色、低粘度の液体で、魚のようなアミン臭を持つ。主に他の化合物の合成の材料やエポキシ樹脂の硬化剤として用いられる。

## 合成
主に2通りの合成ルートがある。1つは、1,2-ジクロロエタンとアンモニアの反応、もう1つはエタノールアミンの還元的アミノ化である。2001年には世界で38.5万トンが生産され、前者のルートが多かった 。
前者のルートでは、出発物質はエチレンジアミンとなる。過剰量のジクロロエタンの存在下で、エチレンアミンはエチレン基1つ分伸長する。末端の塩化アルキルはアンモニアと反応してアミンを生じ、このようにしてポリアミン鎖はさらに伸長する。当初の反応混合物へのポリアミンの付加は、高次のポリアミンの濃度をさらに上げる。これら全ての例で、アミン塩酸塩を遊離アミンに変換するには化学量論的塩基が必要である。
後者のルートでは、遷移金属の触媒によりエタノールアミンとアンモニアが反応する。このルートでは、前者のルートよりも環状化合物がより多く生成すると報告されている。
実際には、どちらのルートでも生成物の混合物が得られる。この混合物は原料の組成に影響され、連続蒸留によって様々な生成物が得られる。低次のポリアミンまたはポリアミン誘導体をルートに戻すことにより、より高次のポリアミンを得ることができる。

## 副産物
エチレンアミンのホモログに加え、副産物もできる。クロロエチルアミンの環化によりアジリジンができ、また2つのエチレン基を持つ化合物が六員環を作るとピペラジンができる。

## 例
| 窒素原子の数 | 名前                                                                                        | 構造             | 沸点 (℃, 760 mmHg) |
| ------------ | ------------------------------------------------------------------------------------------- | ---------------- | ------------------ |
| 2            | エチレンジアミン (EDA)                                                                      |                  | 116.9              |
| 3            | ジエチレントリアミン (DETA)                                                                 |                  | 206.7              |
| 3            | アミノエチルピペラジン (AEP)                                                                |                  | 222.1              |
| 4            | トリエチレンテトラアミン (直鎖TETA)                                                         |                  | 276.5              |
| 4            | トリス(2-アミノエチル)アミン (分岐TETA)                                                     |                  |                    |
| 4            | N,N'-ビス-(2-アミノエチル)ピペラジン) (ビスAEP)                                             |                  |                    |
| 4            | N-[(2-アミノエチル)2-アミノエチル]ピペラジン)またはピペラジノエチルエチレンジアミン (PEEDA) |                  |                    |
| 5            | テトラエチレンペンタミン                                                                    | 複数の関連化合物 | 約200              |
| 6            | ペンタエチレンヘキサミン                                                                    |                  | 約200              |

## 関連文献
- “Ethyleneamines”.   Dow (2001年). 2022年1月3日閲覧。